# シールズジャパンリミテッド

シールズ（SHIELDS）は、日本のスポーツコンセプトブランド。

## 概要
高級ブランドアルマーニグループのスピンアウト企画で生まれたスポーツコンセプトブランド。
リーガエスパニョーラ（スペインサッカーリーグ）に日本のスポーツメーカーとしては初めてスポンサーをし、フットゴルフ（FootGolf）のW杯日本代表オフィシャルサプライヤーを2大会連続で務める。

## 沿革
- 2012年（平成24年）
  - 東京都渋谷区に設立
  - グンゼ株式会社と共同製作によりコンプレッションアンダーウェアの販売スタート　
  - Jリーグ所属のヴィッセル神戸やコンサドーレ札幌のサポート コラボレーション企画発表
- 2013年（平成25年） - リーガエスパニョーラ所属 ECサバデルFCとスポンサー契約を交わす。日本のスポーツブランドとしてはスペインリーグ初となる試みとなった。
- 2014年（平成26年）
  - サマーソニックにてオフィシャルウェアとしてSHIELDS×SUMMERSONIC のコラボ企画を発表
  - 一般社団法人日本フットゴルフ協会オフィシャルサプライヤー契約
- 2016年（平成28年）
  - 第2回 FIFG フットゴルフW杯 アルゼンチン の日本代表オフィシャルサプライヤーとしてサポート
  - フットゴルフアジア杯の日本代表オフィシャルサプライヤーとしてサポート
- 2017年（平成29年） - FIFGワールドツアー メジャー大会（軽井沢72ゴルフで開催）に出場する 日本代表のオフィシャルサプライヤーとしてサポート
- 2018年（平成30年）
  - フットゴルフワールドチャンピオン イギリス人選手 ベンジャミクラークとサプライヤー契約
  - イングランドプレミアリーグでも活躍したトムウィリアムスとサプライヤー契約
  - 同年発足のホリプロフットゴルフ部（元なでしこジャパン丸山桂里奈などが参加）のユニフォームサポート
  - 第3回 FIFG フットゴルフW杯 マラケシュ の日本代表オフィシャルサプライヤーとしてサポート